# 熊谷蓮覚
熊谷 直行/蓮覚（くまがい なおゆき/れんがく）は、鎌倉時代後期から南北朝時代にかけての武将。熊谷頼直の次男。通称は四郎三郎。蓮覚は入道後の法名で、実名は熊谷直行という（江戸時代に同名の人物がいるため、本項では蓮覚に統一する）。

## 出自
家系は熊谷直実の子の直勝（直行（蓮覚）の兄とは別人）を祖とする一族（新庄熊谷氏）で、この頃の安芸熊谷氏宗家である熊谷直経とは血縁が多少薄くなっている。

## 略歴
足利尊氏が鎌倉で挙兵すると、安芸国守護・武田信武も建武2年（1335年）12月に挙兵する。後醍醐天皇が指導する朝廷への不満から、毛利元春や吉川実経等を始めとする安芸の有力な豪族が尊氏方に参加。熊谷氏の総領家も足利方に従うが、分家であった蓮覚とその子直村、甥の直統らは南朝方に味方した。武田軍の東上を阻むべく、自身の築城した矢野城に籠城して、武田信武率いる足利勢との間に同年12月23日、矢野城攻防戦が開始された。少数とはいえ天然の要害を利用した堅城であった矢野城に立て籠った蓮覚は、多勢の武田軍を相手に奮戦奮闘し、寄せ手の吉川師平が討死、多くの将兵が負傷、死亡した。しかし4日間の籠城戦の後、矢野城は落城。蓮覚ら一族は討死した。
安芸熊谷氏は当時4つの家に分かれており、分家筋であり、血の繋がりも薄くなりかけていた蓮覚の一族は、この南北朝の混乱期に総領制からの独立を狙って、反乱を起こしたものと考えられる。